# Замуда Єрусалимський
Замуда Єрусалимський (також відомий як Замбдас, Забдас або Базас; † близько 283 року) — 37-й єпископ Єрусалиму, який обіймав цю посаду приблизно з 276 по 283 рік (за іншими даними з 298 по 300 рік). Його вшановують як святого в Римсько-католицькій церкві, а день пам'яті відзначається 19 лютого.

## Біографія
Про життя Замуди відомо небагато. Вважається, що він походив із Сирії, що можна припустити з його імені. Він став єпископом Єрусалиму після Іменея (Гіменея) і передував єпископу Ермону (Гермону). Загинув мученицькою смертю під час гонінь за імператора Діоклетіана.
В традиційних переказах пов'язаний з легендою про Фіванський легіон.
Існують розбіжності щодо точних дат його єпископства. Деякі джерела вказують період з 276 по 283 рік, тоді як інші називають пізніші дати, аж до 300 року.